# Megapixel

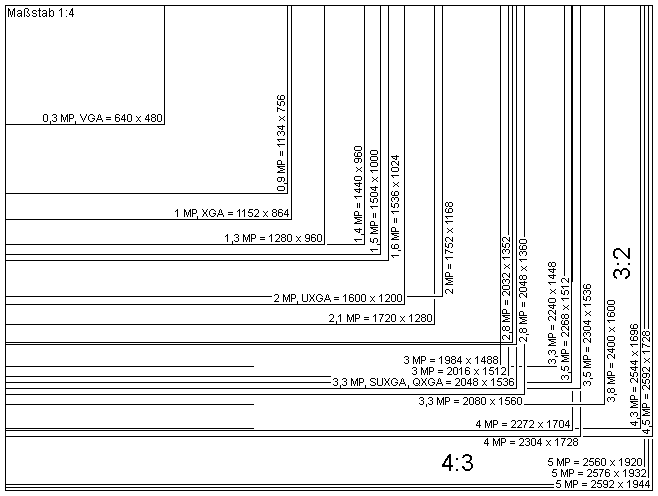
Vergelijking megapixels met opnameformaat

Een megapixel (MP of Mpx) is gelijk aan 1 miljoen pixels. De resolutie van een digitale camera wordt vaak in megapixels aangegeven. Dit is dan de resolutie (of het aantal pixels) die de beeldsensor aankan.
Om het correcte aantal pixels te weten moet men het aantal horizontale lijnen met het aantal verticale lijnen van de digitale foto vermenigvuldigen. Zo is een camera die een foto met een resolutie van 1280 x 960 pixels produceert een 1,3 megapixelcamera en een 5 megapixelcamera zal dan een foto produceren van 2560 x 1920 pixels.
Om technische redenen is het aantal pixels van de sensorchip vaak wat groter dan het effectieve aantal dat in de opnames gebruikt wordt; de randpixels worden dan niet gebruikt. Hierdoor kan het zijn dat een als 2,1 Mpixel geadverteerde camera toch foto's van maximaal 1600 x 1200 = 1,92 Mpixel maakt. Een camera met een sensor van 6,31 Mpixel (3110 × 2030) heeft bijvoorbeeld een maximumopnameformaat van 3008 x 2008 pixels (6,1 Mpixel)

## Beeldsensor
Er zijn meerdere types van beeldsensoren beschikbaar voor digitale fotocamera's:
- de klassieke CCD. Deze is eigenlijk enkel gevoelig voor de hoeveelheid licht (grijswaarde), maar gebruikt een bovenliggend kleurmasker om elk pixel enkel bloot te stellen aan Rood, Groen of Blauw. Een groep van 4 pixels (2x2) heeft telkens 1 pixel voor Rood, 1 voor Blauw en 2 voor Groen (omdat het menselijk oog gevoeliger is voor tinten van groen dan voor de andere kleuren). Om daarvan een foto te maken (met een RGB waarde voor elke pixel) wordt een interpolatieproces uitgevoerd: bijvoorbeeld voor elke R-pixel wordt er geschat wat de G- en B-waarde ervan zouden zijn (afgaand op de informatie in de dichtstbijzijnde G- en B-pixels).
- CMOS-sensors (Complementary MetalOxide Semiconductor) zijn eenvoudiger en goedkoper te produceren dan CCD's. Ook verbruiken ze minder stroom dan een CCD. Toch worden tegenwoordig nog veel CCD's toegepast, omdat tot enige tijd geleden de kwaliteit, duurzaamheid en betrouwbaarheid beduidend hoger was dan van CMOS-sensors. De laatste jaren is de CMOS echter sterk in opkomst en wordt zelfs gebruikt in digitale spiegelreflexcamera's. Reden is de sterk verbeterde beeldkwaliteit, vooral wat betreft de hoeveelheid ruis.
- Foveon heeft inmiddels een CMOS ontwikkeld, waarbij elke pixel drie kleuren kan zien in plaats van één: De Foveon X3-technologie. Elke pixel bevat de 3 RGB-sensoren boven elkaar in plaats van naast elkaar (gebruik makende van de eigenschap dat silicium, het materiaal waaruit de chip gemaakt wordt, de verschillende lichtfrequenties op een andere manier absorbeert). Hier heb je dus geen interpolatieprobleem, want voor elke pixel heb je al de RGB-waarde.

Van de CCD en CMOS zijn diverse varianten op de markt. Zo maakt Fuji een zogenaamde SuperCCD in een honingraatpatroon en voegt Sony een extra blauwgroen kleurfilter toe op een van de pixels in een groep van vier.

## Bestandsformaten
Afhankelijk van het type camera worden de genomen beelden bewaard in een of meerdere van de volgende formaten:
- RAW: de waarde van elke pixel wordt bewaard zoals hij gescand werd, dat wil zeggen elke pixel geeft een 12 bits-waarde (0-4095) voor ofwel R(ood), B(lauw) of G(roen). Tevens worden gegevens zoals sluitertijd, ISO-gevoeligheid en witbalans erbij bewaard. Dit beeld kan niet rechtstreeks op een pc bekeken worden (tenzij met speciale software), maar het laat toe om de conversie naar een 'klassiek' formaat als JPEG of TIFF manueel te fijnregelen. Er is nog geen enkel bit verloren gegaan tussen het maken van de foto en het bewaren. Aan de maximumresolutie (12 bits) heeft RAW 1,5 byte/pixel nodig: een 5 megapixelbeeld is dus rond de 7,5 MB groot.
- DNG: ook bij dit formaat wordt de waarde van elke pixel bewaard zoals hij gescand werd. Op dezelfde manier worden ook de opname-instellingen in dit bestandsformaat bewaard. Het grote verschil met RAW is echter dat DNG een door Adobe ontwikkeld formaat is dat, in tegenstelling tot de vele verschillende merkeigen RAW-varianten, maar één variant kent.
- TIFF: het beeld is reeds geconverteerd naar het RGB- of CMYK-kleurmodel, maar het wordt bewaard zonder kwaliteitsverlies (door bijvoorbeeld compressie). Het TIFF-formaat laat tevens toe het beeld te bewaren met 12 bits per kleur in plaats van - de voor JPEG standaard - 8 bits per kleur (0-255). Aan de maximale resolutie (CMYK, 12 bit/kleur, zonder compressie) heeft het TIFF-formaat 4 x 12 bits per pixel nodig, oftewel 6 bytes/pixel. Voor een 5 megapixelcamera is dit 30 MB.
- JPEG: het beeld is reeds geconverteerd naar het JPG-formaat, dit betekent: RGB-kleurmodel, 8 bits/kleur en steeds met 'lossy' datacompressie (dat wil zeggen compressie met kwaliteitsverlies, oftewel sommige informatie is onherroepelijk verloren). Het grote voordeel is dat het beeld rechtstreeks bruikbaar is op een pc (bijvoorbeeld op een website), en dat de bestanden veel kleiner zijn (makkelijk 10 keer kleiner dan het TIFF-formaat). JPEG laat toe om de compressiegraad te kiezen: 100 % kwaliteit heeft het minst compressie en dus de grootste bestanden, en 50 % kwaliteit maakt veel kleinere bestanden door sterke compressie, wat wel ten koste gaat van de beeldkwaliteit. Er ontstaan dan kleurvlekken en andere 'beeldbevuiling' die men artefacts noemt.

## Gigapixel
Digitale camera's kunnen een resolutie hebben van minder dan 1 megapixel (bijvoorbeeld VGA: 640x480) tot 50 megapixel voor de dure professionele middenformaatcamera's. Door het achteraf aan elkaar plakken van veel digitale foto's (een 'stitch'-proces) kunnen echter beelden gecreëerd worden die veel groter zijn, tot zelfs meer dan 1 gigapixel (= 1000 megapixel). Dit is bereikt door meerdere foto's 'aan elkaar te plakken', het zogenaamde panorama. De grootste foto is een foto van 320 gigapixel, in 2012 gemaakt van Londen. De foto bestaat uit 48.640 afzonderlijke foto’s en volgens de makers, 360 Cities, zou de foto 98 meter lang zijn en 24 meter breed, wanneer het niet een 360 graden foto zou zijn geweest, natuurlijk. Dat is bijna net zo groot als Buckingham Palace.